# Echtenerbrug
Echtenerbrug (en frison : Ychtenbrêge) est un village de la commune néerlandaise de De Fryske Marren, situé dans la province de Frise.

## Géographie

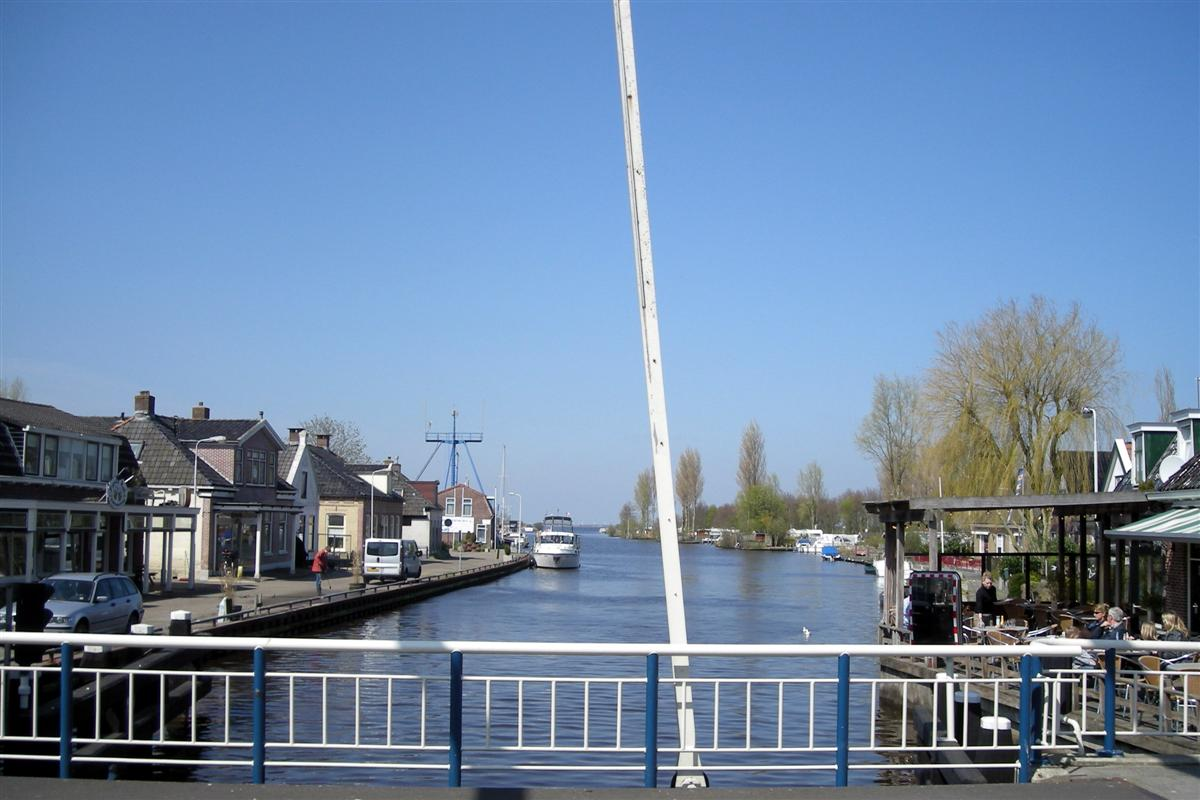
Pier Christiaanssleat

Situé dans le sud de la Frise, le village forme une seule agglomération avec Delfstrahuizen dont il est séparé par le canal appelé Pier Christiaanssleat.

## Histoire
Echtenerbrug est un village de la commune de Lemsterland avant le 1er janvier 2014, où elle est supprimée et fusionnée avec Gaasterlân-Sleat et Skarsterlân pour former la nouvelle commune de De Friese Meren, devenue De Fryske Marren en 2015.

## Démographie
Le 1er janvier 2018, le village comptait 1 040 habitants.